# Syangja District
Syangja District er et af Nepals 75 administrative og politiske regioner, betegnet distrikter (lokalt betegnet district, zilla, jilla el. जिल्ला). Syangja er et distrikt i bakkeområdet Middle Hills, som ligger i Gandaki Zone i Western Development Region.
Syangja areal er 1.164 km² og der boede ved folketællingen 2001 i alt 317.320 og i 2007 354.446 i distriktet. Distriktets politiske organ District Development Committee er sammensat gennem indirekte valg, med repræsentation fra hver af de 9-17 administrative enheder ilakaer, hvert distrikt er opdelt i.
Syangja District er endvidere opdelt i 62 udviklingskommuner (lokalt navn: Gaun Bikas Samiti (G.B.S.) el. Village Development Committee (VDC)), hvoraf byer med over 10.000 indbyggere kategoriseres som købstæder (municipalities).
Syangja District er udviklingsmæssigt – gennem anvendelse af FN og UNDP's Human Development Index – kategoriseret som nr. 7 ud af Nepals 75 distrikter.

## Eksterne links
- Kort over Syangja District
- Syangja District sundhedsprofil – fra FN-Nepal (på engelsk)

28°05′49″N 83°49′19″Ø / 28.0969°N 83.8219°Ø